# Berstversuch
Der Berstversuch ist ein bauteilorientierter zerstörender Test zur Bestimmung des Berstdruckes von verschließbaren Behältern. Aus dem Berstdruck lassen sich nach der Kesselformel die maximal ertragbaren Zugspannungen in einem Werkstoff ermitteln. Da er in der Gestaltung und Erfassung komplexer und weniger sicher ist als der klassische Zugversuch, wird er seltener eingesetzt und ist nur für bestimmte Anwendungen genormt.

## Versuch
Der Behälter wird bis auf eine Einlassöffnung abgedichtet und mit einem Fluid langsam (quasi-statisch) gefüllt, bis es platzt. Der dabei maximal auftretende Druck ist der Berstdruck. Als Fluid werden Flüssigkeiten insbesondere Wasser bevorzugt, da sie beim Bersten nicht oder nur schwach expandieren. Der Versuch endet dann häufig auch nur mit einer Leckage. Im Gegensatz dazu sind bei Verwendung gasförmiger Fluide erhöhte Sicherheitsmaßnahmen erforderlich, um Trümmerteile der explodierenden Probe wieder aufzufangen.

## Anwendung
Der Berstversuch wird für kleinere Druckbehälter wie PET-Flaschen für Getränke, Gasflaschen für technische Gase, Druckluftflaschen usw. verwendet. Ebenso kann damit die Widerstandsfestigkeit von Hochdruckbehältern, Rohrleitungen und Schläuchen getestet werden. Da es sich um ein zerstörendes Verfahren handelt, ist dies jedoch für die Qualitätssicherung immer nur stichprobenartig oder in Laboreinrichtungen möglich.
Er wird auch bei technischen Keramiken z. B. für Hüftendoprothesen eingesetzt, da diese hohe Zugspannungen aushalten und zudem zugfest bis zum Bruch sind.

Siehe auch: Druckprobe